# Scottish FA Cup 1957/58
Der Scottish FA Cup wurde 1957/58 zum 73. Mal ausgespielt. Der wichtigste Fußball-Pokalwettbewerb im schottischen Vereinsfußball wurde vom Schottischen Fußballverband geleitet und ausgetragen. Er begann am 1. Februar 1958 und endete mit dem Finale am 26. April 1958 im Hampden Park von Glasgow. Als Titelverteidiger startete der FC Falkirk in den Wettbewerb, der im Finale des Vorjahres gegen den FC Kilmarnock gewonnen hatte. Im diesjährigen Endspiel um den Schottischen Pokal standen sich der FC Clyde und Hibernian Edinburgh gegenüber. Für Clyde war es das sechste Endspiel im schottischen Pokal seit 1910. Die Hibs erreichten zum achten Mal insgesamt seit 1887 das Pokalfinale. Clyde gewann das Finale durch ein Tor von John Coyle mit 1:0. Der Verein gewann damit zum dritten Mal nach 1939 und 1955 den Pokal in Schottland. Die Hibs verloren ihr fünftes Finale in Folge, bis zum Jahr 2013 folgten weitere fünf Niederlagen. Erst im Jahr 2016 nach 114 Jahren gewann der Verein wieder ein Pokalfinale. In der Saison 1957/58 wurde Heart of Midlothian zum 3. Mal Schottischer Meister. Clyde wurde als Aufsteiger Vierter, die Hibs Tabellenneunter. Den Ligapokal gewann Celtic Glasgow.

## 1. Runde
Ausgetragen wurden die Begegnungen am 1. Februar 1958. Die Wiederholungsspiele fanden am 5. Februar 1958 statt. 19 Vereine erhielten in der ersten Runde ein Freilos.
|                       | Ergebnis |                      |
| --------------------- | -------- | -------------------- |
| Airdrieonians FC      | 3:4      | Celtic Glasgow       |
| Albion Rovers         | 3:1      | Berwick Rangers      |
| Alloa Athletic        | 0:2      | Dunfermline Athletic |
| Ayr United            | 1:1      | FC St. Mirren        |
| Brechin City          | 1:1      | FC Montrose          |
| Chirnside United      | 0:4      | Third Lanark         |
| FC Cowdenbeath        | 1:3      | Glasgow Rangers      |
| FC Dumbarton          | 0:5      | FC Clyde             |
| FC East Fife          | 1:2      | Heart of Midlothian  |
| FC East Stirlingshire | 3:7      | FC Motherwell        |
| FC Falkirk            | 2:0      | Hamilton Academical  |
| Raith Rovers          | 4:0      | Peebles Rovers       |
| FC Stranraer          | 6:2      | Eyemouth United      |

### Wiederholungsspiele
|               | Ergebnis |              |
| ------------- | -------- | ------------ |
| FC Montrose   | 3:1      | Brechin City |
| FC St. Mirren | 2:1      | Ayr United   |

## 2. Runde
Ausgetragen wurden die Begegnungen am 15. Februar 1958. Die Wiederholungsspiele fanden am 19. Februar 1958 statt.
|                     | Ergebnis |                      |
| ------------------- | -------- | -------------------- |
| Celtic Glasgow      | 7:2      | Stirling Albion      |
| FC Clyde            | 4:0      | FC Arbroath          |
| Dundee United       | 0:0      | Hibernian Edinburgh  |
| FC Falkirk          | 6:3      | FC St. Johnstone     |
| Forfar Athletic     | 1:9      | Glasgow Rangers      |
| Heart of Midlothian | 4:1      | Albion Rovers        |
| FC Caledonian       | 5:2      | FC Stenhousemuir     |
| FC Kilmarnock       | 7:0      | FC Vale of Leithen   |
| FC Montrose         | 2:2      | Buckie Thistle       |
| Greenock Morton     | 0:1      | FC Aberdeen          |
| FC Motherwell       | 2:2      | Partick Thistle      |
| Queen of the South  | 7:0      | FC Stranraer         |
| FC Queen’s Park     | 7:2      | FC Fraserburgh       |
| Raith Rovers        | 0:1      | FC Dundee            |
| FC St. Mirren       | 1:4      | Dunfermline Athletic |
| Third Lanark        | 6:1      | FC Lossiemouth       |

### Wiederholungsspiele
|                     | Ergebnis  |               |
| ------------------- | --------- | ------------- |
| Buckie Thistle      | 4:1 n. V. | FC Montrose   |
| Hibernian Edinburgh | 2:0       | Dundee United |
| Partick Thistle     | 0:4       | FC Motherwell |

## Achtelfinale
Ausgetragen wurden die Begegnungen am 1. März 1958. Das Wiederholungsspiel fand am 5. März 1958 statt.
|                      | Ergebnis |                     |
| -------------------- | -------- | ------------------- |
| Buckie Thistle       | 1:2      | FC Falkirk          |
| FC Clyde             | 2:0      | Celtic Glasgow      |
| FC Dundee            | 1:3      | FC Aberdeen         |
| Dunfermline Athletic | 1:2      | Glasgow Rangers     |
| Heart of Midlothian  | 3:4      | Hibernian Edinburgh |
| FC Caledonian        | 0:7      | FC Motherwell       |
| FC Kilmarnock        | 2:2      | Queen of the South  |
| Third Lanark         | 5:3      | FC Queen’s Park     |

### Wiederholungsspiel
|                    | Ergebnis |               |
| ------------------ | -------- | ------------- |
| Queen of the South | 3:0      | FC Kilmarnock |

## Viertelfinale
Ausgetragen wurden die Begegnungen am 15. März 1958.
|                     | Ergebnis |                 |
| ------------------- | -------- | --------------- |
| FC Clyde            | 2:1      | FC Falkirk      |
| Hibernian Edinburgh | 3:2      | Third Lanark    |
| FC Motherwell       | 2:1      | FC Aberdeen     |
| Queen of the South  | 3:4      | Glasgow Rangers |

## Halbfinale
Ausgetragen wurden die Begegnungen am 5. April 1958. Das Wiederholungsspiel fand am 9. April 1958 statt.
|                 | Ergebnis |                     |
| --------------- | -------- | ------------------- |
| FC Clyde        | *3:2 *   | FC Motherwell       |
| Glasgow Rangers | **2:2 ** | Hibernian Edinburgh |

### Wiederholungsspiel
|                 | Ergebnis |                     |
| --------------- | -------- | ------------------- |
| Glasgow Rangers | **1:2 ** | Hibernian Edinburgh |

## Finale
| FC Clyde                                 | FC Clyde | Hibernian Edinburgh | Hibernian Edinburgh |
| ---------------------------------------- | --- | --- | ------------------- |
| FC Clyde                                 | \| Finale \| \| 26. April 1958 in Glasgow (Hampden Park) \| \| Ergebnis: 1:0 (1:0) \| \| Zuschauer: 95.123 \| \| Schiedsrichter: John Mowat \|                                        | \| Finale \| \| 26. April 1958 in Glasgow (Hampden Park) \| \| Ergebnis: 1:0 (1:0) \| \| Zuschauer: 95.123 \| \| Schiedsrichter: John Mowat \|                                         | Hibernian Edinburgh |
| FC Clyde                                 | Tommy McCulloch – Albie Murphy, Harry Haddock, Joe Walters, Willie Finlay, Mike Clinton, George Herd, Dan Currie, John Coyle, Archie Robertson, Tommy Ring Cheftrainer: Johnny Haddow | Lawrie Leslie – John Grant, Joe McClelland, Jackie Plenderleith, John Baxter, John Fraser, Andy Aitken, Tommy Preston, Willie Ormond, Joe Baker, Eddie Turnbull Cheftrainer: Hugh Shaw | Hibernian Edinburgh |
| FC Clyde                                 | 1:0 John Coyle | | Hibernian Edinburgh |
| Finale                                   | | |                     |
| 26. April 1958 in Glasgow (Hampden Park) | | |                     |
| Ergebnis: 1:0 (1:0)                      | | |                     |
| Zuschauer: 95.123                        | | |                     |
| Schiedsrichter: John Mowat               | | |                     |